# Виллатт, Эжен-Казимир
Эжен-Казимир Виллатт (фр. Eugène-Casimir Villatte; 1770—1834) — французский военный деятель, дивизионный генерал (1807 год), барон (1808 год), граф (1819 год), участник революционных и наполеоновских войн. Имя генерала выбито на Триумфальной арке в Париже.

## Биография

### Происхождение
Родился в семье бывшего военного музыканта Жана Виллатта (фр. Jean Villatte; 1740—1806) и его супруги Марии-Терезы Базар (фр. Marie-Thérèse Bazard; 1744—1810). Отец Эжена был секретарём маркиза де Мезьер-Бетизи, сборщиком доходов, клерком по продаже кожаных изделий в Лонгви, инспектором по водным и лесным ресурсам, казначеем в малоподвижном военном хосписе в Нанси. У Эжена было два младших брата. Один из них – Жан-Батист Виллатт (фр. Jean Baptiste Alexandre Villatte; 1780—1858), также дослужился до звания генерала.

### Начало военной карьеры. Адъютант генерала Бернадотта
Начал военную службу 1 января 1792 года младшим лейтенантом 13-го пехотного полка. 8 мая 1792 года стал лейтенантом. С 1792 по 1794 годы служил в Рейнской армии, 16 декабря 1793 года получил пулевое ранение при штурме Агно и на следующий день был произведён в капитаны. В 1794 году переведён в Самбро-Маасскую армию. С 16 апреля 1795 года выполнял функции адъютанта генерала Бернадота.
31 октября 1796 года женился в Бехене на Марии Вальбург Штрассер (фр. Marie Anne Joséphine Walburg Strasser), от которой имел сына.
В январе 1797 года с дивизией Бернадотта переведён в Итальянскую армию Бонапарта. 16 марта участвовал в переправе через Тальяменто и 19 марта во взятии Градиски. 19 июля 1797 года произведён Бонапартом во временные командиры батальона, и продолжил выполнять функции адъютанта Бернадотта.

### Полковник штаба
5 февраля 1799 года произведён в полковники штаба. Служил в Гельветической армии. В составе дивизии Сульта с 2 по 4 июня сражался при Цюрихе, где получил пулевое ранение в первый день битвы.
13 июля 1799 года переведён в 17-й военный округ. 26 февраля 1800 года получил назначение в 4-й военный округ. 23 апреля 1800 года зачислен в Западную армию. 28 июня 1801 года прибыл в Брест и стал начальником штаба экспедиционного корпуса, однако с Леклерком не отправился Сан-Доминго. 23 сентября 1802 года зачислен в 22-й военный округ.

### Во главе бригады
29 августа 1803 года получил чин бригадного генерала, и назначен командиром 1-й бригады 2-й пехотной дивизии Луазона в лагере Компьень, затем Монтрёй.
После развода с первой женой, 4 марта 1805 года в Туре на Марие де Сальмон де Ля Бросс (фр. Marie Augustine de Salmon de La Brosse; 1780—1845), от которой имел двух сыновей и дочь.
С 29 августа 1805 года в составе 6-го корпуса маршала Нея Великой Армии. Принимал участие в Австрийской кампании 1805 года, Прусской кампании 1806 года и Польской кампании 1807 года. 14 октября 1805 года отличился при захвате моста в Эльхингене. 14 октября 1806 года сражался при Йене и 8 февраля 1807 года при Эйлау.

### Командир дивизии
25 февраля 1807 года получил чин дивизионного генерала, и с 6 марта 1807 года командовал 3-й пехотной дивизией 1-го корпуса Бернадотта. 5 июня 1807 года разгромил дивизию генерала Рембова в Шпандене. 14 июня 1807 года дрался при Фридланде.
7 сентября 1808 года переведён вместе с корпусом в Армию Испании. 31 октября приложил руку к разгрому авангарда генерала Блейка, оборонявшего высоты Дуранго, а также взятию Бильбао, который испанский генерал был вынужден «в беспорядке эвакуировать». 5 ноября во главе 12 000 человек атаковал Армию Галисии генерала Блейка при Вальмаседе, потерпел поражение, но проявил решимость и сумел вывести своих людей с потерей 500 человек и одной пушки. 7 ноября сражался при Гуэньесе. 8 ноября снова у Вальмаседе. 10 ноября внёс основной вкалд в победу в сражении при Эспиносе. 3 декабря при штурме Мадрида захватил 4000 пленных, взяв королевский замок Ретиро, разрушил ворота Алькалы и последовательно все укреплённые посты, установленные внутри их. 4 декабря испанская столица пала. 13 января 1809 года разбил левое крыло испанской армии под командованием герцога Инфантадо, закрепившееся на высотах Уклеса. В руки французов, согласно официальным французским источникам, которые испанская сторона считает сильно преувеличенными, попали 4 генерала, 17 полковников, 16 подполковников, 200 офицеров и 5460 солдат, а также 30 флагов и вся артиллерия. С этой акцией он получил поздравление маршала Виктора: «Твоё поведение похоже на поведение великого полководца: тебе нужны были такие же хорошие солдаты, как те, которыми ты командуешь, чтобы действовать так. Ваше доверие к ним увенчалось величайшим успехом. Примите мои поздравления и скажите вашей дивизии, что я приведу её Его Величеству в качестве образца войск его армии в Испании». 16 марта он преследовал испанцев от Валь-де-Рамаса. 28 марта совместно с генералом Рюффеном спас дивизию генерала Леваля, окружённую врагом при Медельине. 28 июля 1809 года сражался при Талавере. 14 июля 1810 года его дивизия вошла как 3-я в состав Южной армии маршала Сульта. 4 марта 1811 года, накануне битвы при Чиклане, неприятель высадился у линий Санти-Петри, Виллатт приказал своим войскам выступить против него ночью и полностью разбил его; результатом этого нападения стали флаг, тридцать шесть офицеров, в том числе три полковника, четыреста пятьдесят девять унтер-офицеров и солдат, взятые в плен, двести человек утонули и более ста были убиты. На следующий день генерал был серьёзно ранен в сражении при Барросе. С 7 февраля 1812 года в рядах Андалузской армии маршала Сульта. 21 июля захватил Альхесирас, который эвакуировал 2 августа. Атакованный в Саламанке 26 мая 1813 года кавалерийским отрядом, он отступил в полном порядке. После поражения при Виттории он успешно сражался с английским генералом Хиллом; но он не смог воспользоваться этими успехами из-за беспорядка, возникшего в армии. Однако он смог сохранить свои войска, отступил в исправном состоянии перед лицом значительно превосходящего его противника и таким образом прикрыл отступление до Сальватьерры. С 16 июля 1813 года командовал резервной дивизией Пиренейской армии . Генерал Виллатт отвечал за сдерживание 16-тысячного противника в нижнем течении Бидасоа. 31 августа он переправился через эту реку в сторону Бериату и вместе с генералом Реем предпринял невероятные, но бесполезные усилия, чтобы отодвинуть левый фланг от позиций противника перед Ируном и приблизиться к Сан-Себастьяну, который мы намеревались разблокировать. Однако часть его дивизии поднялась на гору Труа-Куронн, где находился лагерь противника, и подожгла его. Во время перехода англичан через Бидасоа, 8 октября 1813 года, генерал Виллатт разбил лагерь на высотах Аскэна. В декабре дивизия Виллатта переправилась через Нив в лье от Байонетты, чтобы прийти на помощь дивизии генерала Топена, атакованной неприятелем. Эта дивизия, поддержанная резервом генерала Виллатта, смогла переформироваться за Нивом, и оба корпуса удерживали свои позиции до тех пор, пока армия не двинулась с целью занять новую перед Байонной. 10 декабря Виллатт был ранен у Бессюссари на Ниве, и оставил командование. В январе 1814 года был переведён в штаб генерала Клозеля в Пиренейской армии. 8 февраля сменил генерала Даррико на посту командира 6-й пехотной дивизии. 27 февраля его дивизия была в резерве в битве при Ортезе. 10 апреля сражался при Тулузе.

### На службе Бурбонов
При первой реставрации Бурбонов назначен в мае 1814 года генеральным инспектором пехоты 11-го военного округа. 30 декабря к 11-му округу добавился 20-й. Во время «Ста дней» не стал присоединяться к Императору и оставался без служебного назначения. После второй реставрации 2 июля 1815 года временно возглавил королевскую гвардию. 22 ноября 1815 года стал генеральным инспектором пехоты 4-го военного округа в Нанси. Во время суда над маршалом Неем Виллатт вместе с генералом Клапаредом голосует «против» некомпетентности военного совета маршала Журдана. С 31 октября 1817 года без служебного назначения. 17 декабря 1818 года возглавил 2-й военный округ. 30 декабря был помещён в кадровый резерв генерального штаба. 19 января 1820 года стал командующим 3-го военного округа. С 4 августа 1830 года без служебного назначения. 7 февраля 1831 года переведён в кадровый резерв генерального штаба.
Умер генерал Виллатт 14 мая 1834 года в Нанси в возрасте 64 лет.

## Воинские звания
- Младший лейтенант (1 января 1792 года);
- Лейтенант (8 мая 1792 года);
- Капитан (17 декабря 1793 года);
- Командир батальона (19 июля 1797 года, утверждён 31 августа 1797 года);
- Полковник штаба (5 февраля 1799 года);
- Бригадный генерал (29 августа 1803 года);
- Дивизионный генерал (25 февраля 1807 года).

## Титулы
- Барон д’Утремон и Империи (фр. baron d'Outremont et de l'Empire; декрет от 19 марта 1808 года, патент подтверждён 26 октября 1808 года в Париже)[3][4];
- Граф д’Утремон (фр. comte d'Outremont et de l'Empire; декрет от 31 декабря 1814 года, патент подтверждён 3 февраля 1819 года в Париже)[5].

## Награды
Легионер ордена Почётного легиона (11 декабря 1803 года)
 Командор ордена Почётного легиона (14 июня 1804 года)
 Кавалер ордена Железной короны (23 декабря 1807 года)
 Великий офицер ордена Почётного легиона (2 января 1811 года)
 Кавалер военного ордена Святого Людовика (1 июня 1814 года)
 Большой крест баденского ордена военных заслуг Карла Фридриха (1814 год)
 Командор Большого креста шведского ордена Меча (28 января 1815 года)
 Большой крест ордена Почётного легион (20 сентября 1820 года)
 Командор военного ордена Святого Людовика (20 августа 1823 года)